# Сим-карта

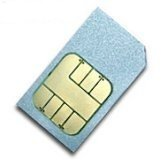
Мини-SIM-карта

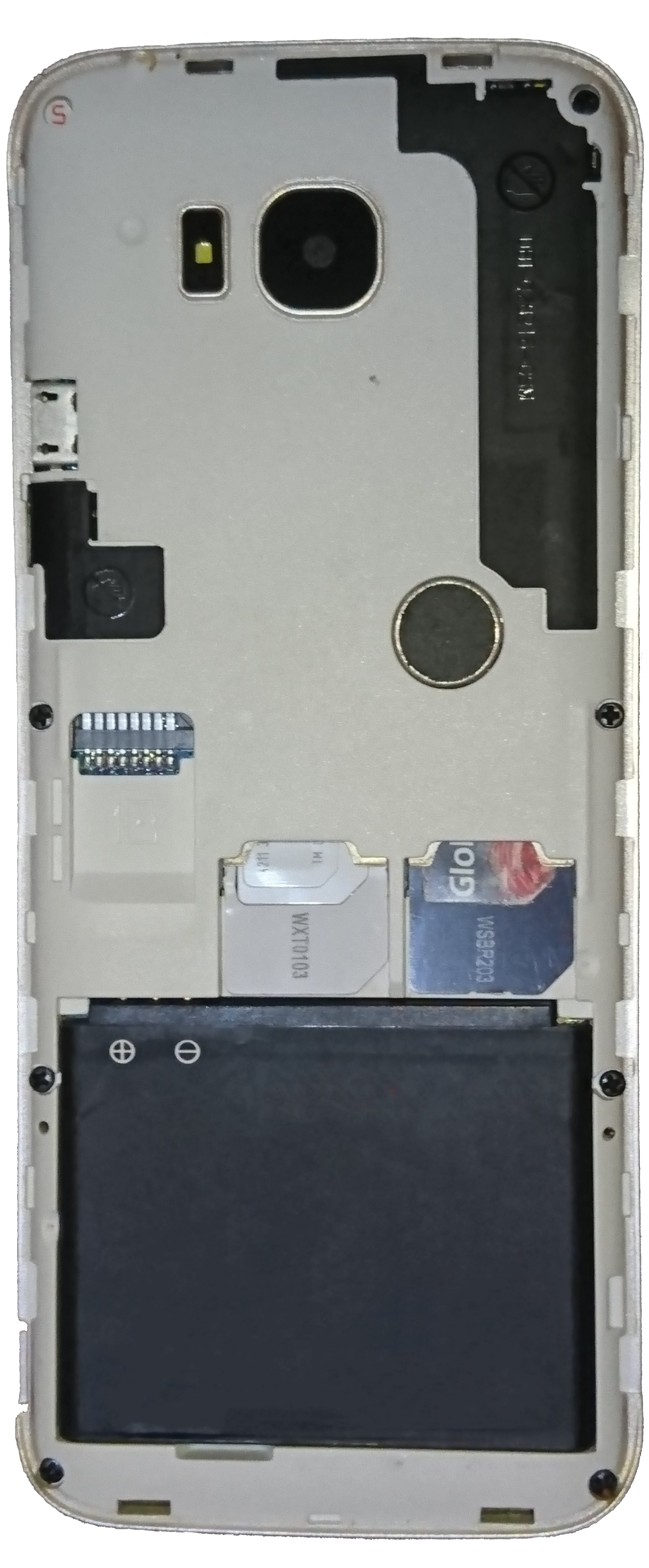
Два слота для SIM-карт, как показано на телефоне с базовыми функциями.

Сим-карта (SIM-карта, от англ. Subscriber Identification Module — модуль идентификации абонента) — идентификационный электронный модуль абонента, применяемый в мобильной связи. SIM-карта имеет собственный процессор, генератор псевдослучайных чисел, собственные оперативную, энергонезависимую и постоянную память, являясь, фактически, самостоятельным небольшим компьютером с операционной системой и набором программ.
SIM-карты применяются в сетях GSM. Другие современные сотовые сети обычно также применяют другие модули идентификации, обычно внешне схожие с SIM и выполняющие аналогичные функции — USIM в сетях UMTS, R-UIM в сетях CDMA и пр.

## История
В сетях 1G идентификацию абонента в сети проводили по заводскому номеру сотового телефона — ESN (Electronic Serial Number). Таким образом, как сотовый телефон, так и абонент идентифицировались единым кодом. Такой подход порождал полную зависимость номера абонента и пакета предоставляемых ему услуг от конкретного экземпляра телефона. Поменяв сотовый телефон (включая случаи поломки и кражи телефона), абонент был вынужден обращаться в офис оператора для того, чтобы телефон перепрограммировали и его серийный номер внесли в базу данных оператора, что некоторые операторы делали платно.
Очевидно, что более удобна идентификация абонента, независимая от телефона. В стандарте GSM было предложено разделить идентификацию абонента (с помощью SIM-карты) и оборудования (для этого используется IMEI — международный идентификатор мобильного оборудования).

## Стандарты
GSM-сим-карта является разновидностью обычной ISO 7816 смарткарты. Стандарт на специфические особенности карты для GSM SIM устанавливает Европейский институт телекоммуникационных стандартов, документы GSM 11.11, GSM 11.14 и GSM 11.19. Современные карты имеют возможность исполнения приложений на карте, в связи с чем поддерживают функциональность JavaCard.
В связи с попытками интегрировать RFID-технологии в сотовые телефоны SIM-карты предлагают оснащать также вторым физическим интерфейсом Single Wire Protocol для прямой связи с микросхемой физического уровня NFC.

## Функции и характеристики
Основная функция SIM-карты — хранение идентификационной информации об аккаунте, что позволяет абоненту легко и быстро менять сотовые аппараты, не меняя при этом свой аккаунт, а просто переставив свою SIM-карту в другой телефон. Для этого SIM-карта включает в себя микропроцессор с ПО и данные с ключами идентификации карты (IMSI, Ki и т. д.), записываемые в карту на этапе её производства, используемые на этапе идентификации карты (и абонента) сетью GSM.
Также SIM-карта может хранить дополнительную информацию, например:
- телефонную книжку абонента
- списки входящих/исходящих/пропущенных телефонных звонков
- текст входящих/исходящих SMS.

В современных телефонах чаще всего эти данные не записываются на SIM-карту, а хранятся в памяти телефона, поскольку SIM-карта имеет достаточно жёсткие ограничения на формат и объём хранимых на ней данных.
Сим-карта содержит микросхему памяти, поддерживающую шифрование. Существуют карты различных стандартов, с различным размером памяти и разной функциональностью. Есть карты, на которые при производстве устанавливаются дополнительные приложения (апплеты), такие как сим-меню, клиенты телебанка, и т. д.
На самой карте телефонный номер абонента (MSISDN) в явном виде не хранится, он присваивается сетевым оборудованием оператора при регистрации сим-карты в сети на основании её IMSI. По стандарту при регистрации одной SIM-карты в сети оператор может присвоить ей несколько телефонных номеров. Однако эта возможность требует соответствующей поддержки инфраструктурой оператора (и соответствующих затрат с его стороны), поэтому чаще всего не применяется.
При утрате сим-карты абонент должен поставить в известность оператора, утерянная карта блокируется, и абоненту выдаётся новая карта (платно или бесплатно, в зависимости от условий оператора). Номер телефона, баланс и все подключённые услуги при этом остаются неизменными, но все абонентские данные, хранившиеся на SIM-карте, не подлежат восстановлению.

## Форматы и размеры сим-карт

Четыре формата сим-карт: полноразмерная сим-карта (1FF), mini-SIM (2FF), micro-SIM (3FF) и nano-SIM (4FF).

Mini-SIM и micro-SIM обычно поставляются в виде выламываемых частей полноразмерной сим-карты

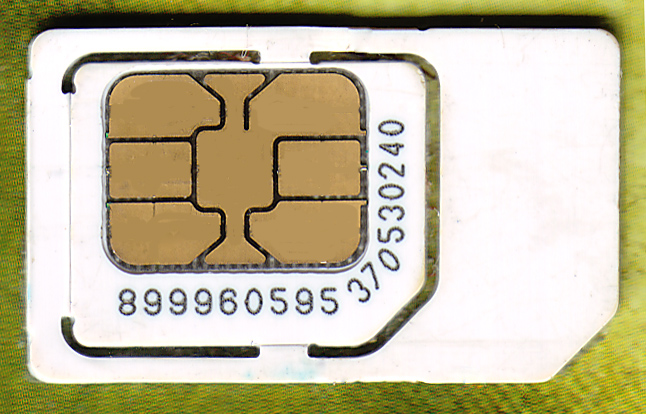
Мини-сим-карта с возможностью лёгкого преобразования её в микро-сим-карту. ICC-код после выламывания остаётся на микро-сим-карте.

SIM-карты в течение нескольких десятилетий постепенно уменьшались в размерах, однако сохраняли функциональность и совместимость вне зависимости от формата. Изначально карты выпускались в полноразмерном формате, затем в виде mini-SIMs. С середины 2000-х внедряются карты формата micro-SIM. С начала 2010-х — nano-SIM. Иногда, например в устройствах M2M, функции SIM-карт реализуются встроенной в устройство микросхемой.
| Формат SIM-карты              | Год появления | Стандарты                         | Длина (мм) | Ширина (мм) | Толщина (мм) | Объём (мм3) | Поколение сотовой связи |
| ----------------------------- | ------------- | --------------------------------- | ---------- | ----------- | ------------ | ----------- | ----------------------- |
| Полноразмерные (1FF)          | 1991          | ISO/IEC 7810:2003, ID-1           | 85,60      | 53,98       | 0,76         | 3511,72     |                         |
| Mini-SIM (2FF)                | 1996          | ISO/IEC 7810:2003, ID-000         | 25,00      | 15,00       | 0,76         | 285,00      | 2G, 3G, 4G              |
| Micro-SIM (3FF)               | 2003          | ETSI TS 102 221 V9.0.0, Mini-UICC | 15,00      | 12,00       | 0,76         | 136,80      | 2G, 3G, 4G              |
| Nano-SIM (4FF)                | 2012          | ETSI TS 102 221 V11.0.0           | 12,30      | 8,80        | 0,67         | 72,52       | 2G, 3G, 4G              |
| Встроенные SIM (Embedded-SIM) | 2019          | JEDEC Design Guide 4.8, SON-8     | -          | -           | -            |             |                         |

- Полноразмерная SIM-карта (86×54x0,84 мм — размером с банковскую карту) — устаревший стандарт, использовался в ранних сотовых телефонах;
- Mini-SIM-карта (25×15x0,76 мм) — устаревший стандарт, используется в GSM и 3G телефонах, выпущенных с 1992 года. Впервые был применён в Motorola International 3200[англ.]/3300. В настоящее время используется только в некоторых кнопочных телефонах или спецустройствах, типа трекеров;
- Micro-SIM (15×12x0,76 мм) — используется в моделях с 3G и LTE (типа Nokia N9, всех моделях устаревшей линейки Nokia Lumia, LG U880, Samsung Galaxy S III, некоторых моделях BlackBerry, например Z10, Q10, Sony Xperia, LG Nexus 5 и других)
- Nano-SIM (12,3×8,8x0,67 мм) — самый широкоиспользуемый стандарт сим карты, на 2021 год. Применяется во всех современных смартфонах. Европейским институтом телекоммуникационных стандартов (ETSI) был утверждён следующий размер Nano-SIM: длина — 12,3 мм, ширина — 8,8 мм, а толщина — 0,67 мм. Официальный стандарт Nano-SIM предполагает полную совместимость с предыдущими вариантами. По существу, новая сим-карта является такой же, как и предыдущие размеры SIM, только с полностью убранными пластиковыми краями. При принятии решения эксперты посчитали, что предложение от Apple наиболее удобное и простое[1].

Прорабатываются варианты SIM-карт следующего поколения (5FF, англ. eUICC), которые, вероятно, не будут сменными.
SIM-карты обычно выпускаются в виде пластиковых карт большего размера, из которых по заготовленному шаблону извлекается («выламывается») модуль формата Mini/Micro/Nano.

#### Micro-SIM
Micro-SIM (3FF) — созданная в 2003 году миниатюрная альтернатива SIM-карты для идентификации абонентов на мобильных устройствах. Физический размер карты составляет 12×15 мм. Micro-SIM меньше, чем mini-SIM, использовавшаяся ранее в мобильных устройствах, однако контактная пластина и интерфейс обмена у них, как правило, идентичны. Поэтому в большинстве случаев можно получить micro-SIM из mini-SIM путём обрезки пластикового корпуса. Первыми устройствами, использующими micro-SIM, стали iPhone 4, выпущенные в июне 2010 года.

#### Nano-SIM
Формат Nano-SIM (4FF) с размерами 12,3×8,8x0,67 мм был введён в октябре 2012 года. Такие карты стали ещё меньше предыдущих форматов и при этом сохранили расположение контактов. Также они на 12 % тоньше, чем ранее применявшийся вариант 0,76 мм. С помощью адаптера 4FF карта может использоваться в качестве 2FF или 3FF.
Первыми устройствами, использующими nano-SIM, стали iPhone 5, выпущенные в сентябре 2012 года.

#### eSIM
Кардинально решить проблему миниатюризации мобильных устройств предложила GSMA в 2014 году в виде технологии Remote SIM Provisioning. В рамках этой технологии предлагалось SIM-карту в виде микросхемы запаивать в устройство на этапе его изготовления (отсюда встроенная SIM, embedded-SIM, e-SIM). Оператор мобильной связи передает клиенту не SIM-карту, а набор зашифрованных данных, которые клиент вводит в свое устройство. Новая технология позволит не только отказаться от слотов под SIM-карты и самих карт, но и устанавливать в одно устройство несколько профилей операторов, решив проблему нескольких SIM-карт.

#### Virtual SIM
Virtual SIM — общее название разнообразных нестандартных технических решений, позволяющих вынести SIM-карту из мобильного телефона. SIM-карта устанавливается в специальное устройство, подключенное к интернету (например, модем, другой сотовый телефон, специальный сервер SIM-карт) или связанное с сотовым телефоном пользователя по беспроводному каналу (например, Bluetooth). В мобильном телефоне пользователя устанавливается программное обеспечение, позволяющее при запросе оператора сотовой связи перенаправить этот запрос к SIM-карте через интернет или другой канал связи.
Такая технология может применяться для быстрого переключения между несколькими SIM-картами, перенаправления звонков между регионами обслуживания, упрощения и уменьшения мобильного устройства связи за счёт отказа от слота для SIM-карт.

#### iSIM
iSIM (integrated SIM) — встраиваемая в однокристальную систему SIM-карта. Её концепцию описывала IBM ещё в 2018 году. Стартом массового внедрения этой технологии можно считать 2023 год, поскольку 1 марта компании Qualcomm и Thales сертифицировали первую коммерческую iSIM, соответствующую стандартам международной организации GSMA. У неё такие же преимущества, как и у eSIM: она меньше физической SIM-карты, может подключаться к нескольким операторам, имеет повышенную защиту и может настраиваться удалённо (без посещения салона оператора). Однако при этом её размер ещё меньше, чем у eSIM (площадь меньше 1 квадратного миллиметра), а энергопотребление ниже, поскольку не нужен отдельный микропроцессор.

## Мультисим-карты
Мультисим-карты («MultiSim») — устройства, имеющие форму обычной SIM-карты (GSM-стандарта) и состоящие из микропроцессора (PIC-processor PIC16F877) и дополнительного модуля памяти (24C64 — 24C256). Микропроцессор работает под управлением специальной микропрограммы (SIM-EMU 6.01), выполняющей помимо этого функции обычной SIM-карты.
Данная концепция даёт возможность записать в карту MultiSim нужные данные сразу нескольких SIM-карт и использовать тот номер, который наиболее удобен на данный момент. Выбрать нужный номер можно в специальном меню (с использованием технологии «SIM Tool Kit») или при вводе PIN-кода нужного номера.

## PIN-код
При выпуске SIM-карты ей присваивается четырёхзначный цифровой PIN-код, который записывается на карту, а также передаётся абоненту вместе с картой.
При включении соответствующей опции PIN-код будет запрашиваться телефоном при каждом включении для того, чтобы получить доступ к данным на SIM-карте. С 2010 года запрос PIN-кода по умолчанию был отключен в новых SIM-картах.
Если PIN-код три раза подряд введён неправильно, SIM-карта будет заблокирована и может быть разблокирована только при помощи введения персонального разблокировочного кода PUK1 (PIN Unblocking Key), который также передаётся абоненту вместе с картой. Если PUK-код не удаётся ввести правильно за десять попыток, то SIM-карта будет заблокирована навсегда и требуется её замена. С помощью кода PUK пользователь может также изменить PIN-код.
Некоторые SIM-карты имеют второй набор PIN-кодов: PIN2 и PUK2 для работы с несколькими дополнительными услугами.
Если SIM-карта не установлена в телефон или если не введён правильный PIN-код, то телефон не может совершать никакие звонки в сотовой сети, за исключением вызова экстренных служб (номер 112 или 911), также не будет доступен мобильный интернет. Все остальные функции у классических ("кнопочных") телефонов при этом обычно блокируются — на главном экране отображается изображение SIM-карты и сообщение "Установите SIM-карту", а меню недоступно, доступен только набор номера на клавиатуре или иногда отдельно стоит пункт вызова экстренных служб. Однако смартфоны и коммуникаторы при отсутствии SIM не блокируют остальных функций — приложения в них доступны пользователю, как и возможна работа с Интернетом при наличии подключения смартфона/коммуникатора через Wi-Fi.

## ICCID
ICCID (аббр. от англ. integrated circuit card identifier) — уникальный серийный номер SIM-карты. Обычно именно этот код печатается на SIM-карте. ICCID определяется в соответствии со стандартом ITU-T E.118. В соответствии с этим стандартом длина ICCID — 19 цифр (ICCID SIM-карт может иметь длину в 20 цифр):
- Идентификационный номер эмитента (до 7 цифр):
  - 2 цифры — Major Industry Identifier (идентификатор индустрии, по ISO/IEC 7812-1), для SIM-карт всегда 89;
  - 2-3 цифры — телефонный код страны (по E.164), 701 для России, 380 для Украины и т. д.;
  - 1-4 цифры — код эмитента;
- 11 или более цифр — определяются оператором при производстве карты по внутренним правилам;
- 1 цифра (последняя) — контрольная цифра, вычисленная по алгоритму Луна от всех остальных чисел.

Первые три поля цифр (до 7 в совокупности) ICCID имеют название Issuer Identification Number (идентификационный номер эмитента), и выдаются ITU-T каждому оператору связи, который планирует выпуск SIM-карт. Они обновляются ITU-T в своих операционных бюллетенях два раза в месяц (последний No. 1163 от 1 Января 2019), также есть листы со всеми IIN, последний из них от 1 декабря 2018 г.
Примеры Issuer Identification Number:
- Билайн: 89 7 0199
- МТС: 89 7 0101
- Мегафон: 89 7 0102
- Теле2: 89 7 0120
- Vodafone UA: 89 380 01

## SIM Tool Kit
На современных SIM-картах могут быть предустановлены приложения, предоставляемые оператором. Для использования приложений на SIM-карте телефон должен поддерживать стандарт SIM Tool Kit (STK). Приложения на SIM-карте при помощи STK могут использовать различные функции сотового телефона, в том числе пользовательский интерфейс, модуль связи, и т. д., что позволяет реализовать достаточно широкий набор функциональности. Приложения STK находятся под полным контролем оператора и считаются наиболее безопасными, так как могут использовать встроенный в карту модуль шифрования, что делает их чрезвычайно привлекательными для реализации финансовых сервисов, таких как телебанк или аутентификация платежей. Существует также возможность загрузки и обновления этих приложений оператором непосредственно при помощи сотовой сети. Минус таких приложений состоит в том, что для их использования требуется выпуск карты, поддерживающей SIM Tool Kit с достаточным объёмом памяти и передача её абоненту, что достаточно сложно с организационной точки зрения.
Часто STK используется для реализации сервиса SIM-меню, имеющегося у большинства российских операторов. Для взаимодействия с оператором это приложение использует скрытые от абонента SMS-, USSD- или CB-сообщения.
Известны случаи реализации оператором сотовой связи рекламы на смартфонах при помощи диалоговых окон STK (например, T-mobile в некоторых регионах), при этом единственным способом её полного отключения может являться отключение или удаление системного приложения STK.

## Критика

### Восстановление данных
Работа с данными (контактные номера, SMS-сообщения и т. д.), хранящимися на SIM-карте, происходит посредством телефона. Однако при удалении этих данных через телефон они удаляются не полностью, а лишь помечаются как удалённые, а значит, их можно восстановить. Для восстановления удалённых данных (а также их полного удаления) с SIM-карты существует специализированное программное обеспечение, например, Device Seizure от Paraben Corporation.

### Уязвимости
В 2011 году компания Security Research Labs под руководством Карстена Ноля (Karsten Nohl), начала тестирование безопасности SIM-карт. Итогом двухлетней работы стало выявление уязвимости SIM-карт на устаревшем криптоалгоритме DES, из-за которого можно получить полный доступ к содержимому SIM-карты. По данному исследованию, 31 июля 2013 года, Карстен Ноль предоставил свой доклад на конференции BlackHat.
Мы можем дистанционно (через SMS) установить программу на мобильный телефон жертвы, причем эта программа будет работать полностью независимо от телефона. Мы можем шпионить за вами. Можем добыть ваши криптоключи, используемые для шифрования телефонных звонков. Мы можем читать ваши SMS. Помимо же просто шпионажа, мы (так же через SMS) можем похищать из SIM-карты телефона критично важные данные о владельце — вашу мобильную личность — и снимать деньги с вашего счетаКарстен Ноль